# Liste der Mitglieder des Provinziallandtags der Rheinprovinz (1888–1893)
Diese Liste nennt die Mitglieder des Provinziallandtages der Rheinprovinz von 1888 bis 1893.

## Hintergrund
1888 wurde auch in der Rheinprovinz die neue preußische Provinzialordnung eingeführt, die in den anderen Provinzen bereits ab 1875 galt. Damit bestand der Provinziallandtag der Rheinprovinz nun aus Mitgliedern, die von den Kreistagen gewählt wurde. Die Zahl der Abgeordneten je Kreis hing von der Einwohnerzahl ab. Die Wahl erfolgte auf sechs Jahre.
Der so gewählte Provinziallandtag trat erstmals vom 17. Juli 1888 bis zum 25. Juni 1888 als 34. Provinziallandtag in Düsseldorf zusammen. Der 35. Provinziallandtag fand vom 9. Dezember 1888 bis zum 19. Dezember 1888 statt, der 36. Provinziallandtag vom 30. November 1890 bis zum 12. Dezember 1890 und der 37. Provinziallandtag vom 4. bis 15. Dezember 1892.

## Liste der Abgeordneten
| Regierungsbezirk | Wahlkreis (Landkreis)     | Abgeordneter                                    | Wohnort                        | Stand                                            | Anmerkung         |
| ---------------- | ------------------------- | ----------------------------------------------- | ------------------------------ | ------------------------------------------------ | ----------------- |
| Aachen           | Aachen-Land               | Wilhelm Leopold Janssen                         | Burtscheid                     | Landrat z.D.                                     |                   |
| Aachen           | Aachen-Land               | Josef Büttgenbach                               | Weiden                         | Apotheker                                        | bis 1890          |
| Aachen           | Aachen-Land               | Edmund Rey                                      | Cambach                        | Gutsbesitzer                                     | ab 1892           |
| Aachen           | Aachen-Land               | Ewald Dittmar                                   | Eschweiler                     | Fabrikdirektor                                   | bis 1888          |
| Aachen           | Aachen-Land               | Ferdinand Fischer                               | Eschweiler                     | Bürgermeister                                    | ab 1890           |
| Aachen           | Aachen-Stadt              | Ludwig Jörissen                                 | Aachen                         | Rechtsanwalt                                     |                   |
| Aachen           | Aachen-Stadt              | Ludwig Pelzer                                   | Aachen                         | Oberbürgermeister                                |                   |
| Aachen           | Aachen-Stadt              | Heinrich Oster                                  | Aachen                         | Kaufmann                                         | ab 1890           |
| Aachen           | Kreis Düren               | Freiherr Friedrich Geyr von Schweppenburg       | Haus Müddersheim               | Kammerherr und Rittergutsbesitzer                |                   |
| Aachen           | Kreis Düren               | Jakob Jansen                                    | Binsfeld                       | Gutsbesitzer                                     | bis 1890          |
| Aachen           | Kreis Düren               | Maximilian von Breuning                         | Düren                          | Landrat                                          | ab 1892           |
| Aachen           | Kreis Erkelenz            | Johann Hubert Schlick                           | Holzweiler                     | Gutsbesitzer                                     |                   |
| Aachen           | Kreis Eupen               | Franz Broich                                    | Eupen                          | Amtsrichter                                      |                   |
| Aachen           | Kreis Geilenkirchen       | Wilhelm Kray                                    | Geilenkirchen                  | Gutsbesitzer                                     |                   |
| Aachen           | Kreis Heinsberg           | Rudolph von Scheibler                           | Heinsberg                      | Landrat                                          |                   |
| Aachen           | Kreis Jülich              | Freiherr Ludolf von Wenge-Wulffen               | Haus Overbach                  | Major a. D., Rittergutsbesitzer                  |                   |
| Aachen           | Kreis Jülich              | Gottfried Claesen                               | Isencroidt                     | Gutsbesitzer                                     |                   |
| Aachen           | Kreis Malmedy             | Oswald von Frühbuss                             | Malmedy                        | Landrat                                          | bis 1888          |
| Aachen           | Kreis Malmedy             | Max Wallraf                                     | Malmedy                        | Landrat                                          | ab 1890           |
| Aachen           | Kreis Montjoie            | Heinrich Pauly                                  | Montjoie                       | Katholischer Oberpfarrer                         |                   |
| Aachen           | Kreis Schleiden           | Otto Graf Beissel von Gymnich                   | Koblenz                        | Landrat                                          |                   |
| Aachen           | Kreis Schleiden           | Friedrich Wilhelm Hupertz                       | Mechernich                     | Bergmeister a. D. und Generaldirektor            |                   |
| Koblenz          | Kreis Adenau              | Andreas von Grand-Ry                            | Eupen                          | Gutsbesitzer                                     |                   |
| Koblenz          | Kreis Ahrweiler           | Eduard Kreuzberg                                | Ahrweiler                      | Gutsbesitzer                                     |                   |
| Koblenz          | Kreis Altenkirchen        | Freiherr Clemens von Hövel                      | Junkernthal                    | Kammerherr, Gutsbesitzer                         |                   |
| Koblenz          | Kreis Altenkirchen        | Eduard Klein                                    | Heinrichshütte bei Hamm (Sieg) | Direktor                                         |                   |
| Koblenz          | Koblenz-Land              | Matern Eulner                                   | Neuendorf                      | Rentner                                          |                   |
| Koblenz          | Koblenz-Land              | Julius Schmidt                                  | Horchheim                      | Rentner                                          |                   |
| Koblenz          | Koblenz-Stadt             | Franz Adams                                     | Koblenz                        | Rechtsanwalt, Geheimer Justizrat                 | bis 1890          |
| Koblenz          | Koblenz-Stadt             | Emil Schüller                                   | Koblenz                        | Oberbürgermeister                                | ab 1892           |
| Koblenz          | Kreis Cochem              | Franz-Joseph Moritz                             | Cochem                         | Gutsbesitzer und Direktor der Cochemer Volksbank |                   |
| Koblenz          | Kreis Kreuznach           | Victor Sahler                                   | Kreuznach                      | Bankier und Beigeordneter                        | bis 1890          |
| Koblenz          | Kreis Kreuznach           | Johann Baptist Engelsmann                       | Kreuznach                      | Weingutsbesitzer                                 | ab 1892           |
| Koblenz          | Kreis Kreuznach           | Gottfried Vogt                                  | Waldböckelheim                 | Gutsbesitzer                                     |                   |
| Koblenz          | Kreis Mayen               | Jacob Peters                                    | Fressenhof bei Ochtendung      | Gutsbesitzer                                     |                   |
| Koblenz          | Kreis Mayen               | Johann von Hauth                                | Mayen                          | Rentner                                          | bis 1890          |
| Koblenz          | Kreis Mayen               | Wilhelm Linz                                    | Mayen                          | Landrat                                          | ab 1892           |
| Koblenz          | Kreis Meisenheim          | Wilhelm Neußel                                  | Meisenheim                     | Notar                                            |                   |
| Koblenz          | Kreis Neuwied             | Fürst Wilhelm zu Wied                           | Neuwied                        |                                                  | Landtagsmarschall |
| Koblenz          | Kreis Neuwied             | Adolf Reinhard                                  | Heddesdorf                     | Ökonom                                           |                   |
| Koblenz          | Kreis St. Goar            | Joseph Syrée                                    | Boppard                        | Bürgermeister                                    | bis 1890          |
| Koblenz          | Kreis St. Goar            | Adam Wieland                                    | St. Goar                       | Landrat                                          | ab 1892           |
| Koblenz          | Kreis Simmern             | Heinrich Schulze                                | Kirchberg                      | Bürgermeister                                    |                   |
| Koblenz          | Kreis Wetzlar             | Heinrich Beppler                                | Niedercleen                    | Landwirt und Bürgermeisterei-Beigeordneter       |                   |
| Koblenz          | Kreis Wetzlar             | Josef Raab                                      | Wetzlar                        | Gewerke und Stadtverordneter                     |                   |
| Koblenz          | Kreis Zell                | Heinrich Eckertz                                | Zell                           | Gutsbesitzer                                     | bis 1890          |
| Koblenz          | Kreis Zell                | Wilhelm Huesgen                                 | Traben                         | Weingroßhändler                                  | ab 1892           |
| Köln             | Kreis Bergheim            | Graf Eugen von Hoensbroech                      | Schloss Türnich                | Rittergutsbesitzer                               |                   |
| Köln             | Kreis Bergheim            | Mathias Rey                                     | Blatzheim                      | Gutsbesitzer                                     |                   |
| Köln             | Bonn-Land                 | Karl von Sandt                                  | Bonn                           | Landrat                                          | bis 1888          |
| Köln             | Bonn-Land                 | Theodor Pingen                                  | Dickopshof                     | Gutsbesitzer                                     | ab 1890           |
| Köln             | Bonn-Land                 | Josef Frings                                    | Hersel                         | Gutsbesitzer                                     |                   |
| Köln             | Bonn-Stadt                | Gustav Marcus                                   | Bonn                           | Buchhändler                                      |                   |
| Köln             | Kreis Euskirchen          | Friedrich von Solemacher-Antweiler              | Schloss Wachendorf             | Kammerherr, Schlosshauptmann, Rittergutsbesitzer |                   |
| Köln             | Kreis Euskirchen          | Freiherr Joseph von Ayx                         | Euskirchen                     | Landrat                                          |                   |
| Köln             | Kreis Gummersbach         | Bernhard Krawinkel                              | Vollmershausen bei Gummersbach | Fabrikant                                        |                   |
| Köln             | Köln-Land                 | Mathias Esser                                   | Rodderhof bei Brühl            | Gutsbesitzer                                     |                   |
| Köln             | Köln-Land                 | Jacob Destrée                                   | Esseren                        | Gutsbesitzer                                     |                   |
| Köln             | Köln-Stadt                | Wilhelm Becker                                  | Köln                           | Oberbürgermeister                                |                   |
| Köln             | Köln-Stadt                | Philipp Hoffmann                                | Ehrenfeld                      | Kaufmann                                         |                   |
| Köln             | Köln-Stadt                | Gustav Michels                                  | Köln                           | Kommerzienrat                                    |                   |
| Köln             | Köln-Stadt                | August Heuser                                   | Köln                           | Kommerzienrat                                    |                   |
| Köln             | Köln-Stadt                | Eduard Kühlwetter                               | Köln                           | Geheimer Regierungsrat                           |                   |
| Köln             | Köln-Stadt                | Wilhelm Meuser                                  | Köln                           | Großgrundbesitzer                                |                   |
| Köln             | Kreis Mülheim am Rhein    | Otto Andreae                                    | Mülheim am Rhein               | Kommerzienrat                                    |                   |
| Köln             | Kreis Mülheim am Rhein    | Graf Gisbert Egon von Fürstenberg-Stammheim     | Schloss Stammheim (Köln)       | Rittergutsbesitzer, Kammerherr, Schlosshauptmann |                   |
| Köln             | Kreis Rheinbach           | Freiherr Max von Boeselager                     | Burg Peppenhoven               | Rittergutsbesitzer                               |                   |
| Köln             | Kreis Sieg                | Carl Eich                                       | Bödingen                       | Bürgermeister und Gutsbesitzer                   |                   |
| Köln             | Kreis Sieg                | Heinrich Bouserath                              | Eschmar                        | Rentner                                          |                   |
| Köln             | Kreis Sieg                | Otto Josef Rings                                | Königswinter                   | Rentner                                          |                   |
| Köln             | Kreis Waldbröl            | Carl Benn                                       | Waldbröl                       | Arzt                                             |                   |
| Köln             | Kreis Wipperfürth         | Graf Franz von Nesselrode-Ehreshoven            | Lindlar                        | Landrat                                          |                   |
| Düsseldorf       | Barmen-Stadt              | Heinrich Eisenlohr                              | Barmen                         | Kaufmann                                         |                   |
| Düsseldorf       | Barmen-Stadt              | Otto Jäger                                      | Barmen                         | Fabrikant                                        | bis 1892          |
| Düsseldorf       | Barmen-Stadt              | Robert Koch                                     | Barmen                         | Stadtverordneter                                 | ab 1892           |
| Düsseldorf       | Barmen-Stadt              | Louis Lekebusch                                 | Barmen                         | Fabrikant                                        |                   |
| Düsseldorf       | Düsseldorf-Land           | Ferdinand Lieven                                | Hilden                         | Gutsbesitzer                                     |                   |
| Düsseldorf       | Düsseldorf-Land           | Friedrich von Kühlwetter                        | Düsseldorf                     | Landrat                                          |                   |
| Düsseldorf       | Düsseldorf-Stadt          | Heinrich Courth                                 | Düsseldorf                     | Rechtsanwalt, Justizrat                          |                   |
| Düsseldorf       | Düsseldorf-Stadt          | Emil Blöhm                                      | Düsseldorf                     | Rechtsanwalt, Justizrat                          |                   |
| Düsseldorf       | Düsseldorf-Stadt          | Ernst Heinrich Lindemann                        | Düsseldorf                     | Oberbürgermeister                                |                   |
| Düsseldorf       | Duisburg-Stadt            | Karl Lehr                                       | Duisburg                       | Oberbürgermeister                                |                   |
| Düsseldorf       | Duisburg-Stadt            | Julius Brockhoff                                | Duisburg                       | Fabrikbesitzer                                   |                   |
| Düsseldorf       | Elberfeld-Stadt           | Theodor Dietze                                  | Elberfeld                      | Kaufmann und Beigeordnete                        |                   |
| Düsseldorf       | Elberfeld-Stadt           | Abraham Frowein                                 | Elberfeld                      | Fabrikbesitzer                                   |                   |
| Düsseldorf       | Elberfeld-Stadt           | Louis Simons                                    | Elberfeld                      | Fabrikbesitzer                                   |                   |
| Düsseldorf       | Essen-Land                | Clemens Hoffstadt                               | Vogelheim                      | Gutsbesitzer                                     |                   |
| Düsseldorf       | Essen-Land                | Wilhelm Scheidt                                 | Kettwig                        | Kommerzienrat                                    |                   |
| Düsseldorf       | Essen-Land                | Friedrich Alfred Krupp                          | Essen                          | Geheimer Kommerzienrat                           |                   |
| Düsseldorf       | Essen-Land                | August von Hövel                                | Essen                          | Landrat                                          |                   |
| Düsseldorf       | Essen-Stadt               | Erich Zweigert                                  | Essen                          | Oberbürgermeister                                |                   |
| Düsseldorf       | Essen-Stadt               | Carl Franken                                    | Essen                          | Gewerke                                          |                   |
| Düsseldorf       | Kreis Geldern             | Freiherr Georg von Eerde                        | Geldern                        | Landrat                                          | bis 1888          |
| Düsseldorf       | Kreis Geldern             | Aloys Fritzen                                   | Düsseldorf                     | Landesrat a. D.                                  | ab 1890           |
| Düsseldorf       | Kreis Geldern             | Graf und Marquis Wilhelm von und zu Hoensbroech | Schloss Haag                   | Rittergutsbesitzer                               |                   |
| Düsseldorf       | Gladbach-Land             | Albert Croon                                    | Rheydt                         | Rentner                                          |                   |
| Düsseldorf       | Gladbach-Land             | August Lingenbrink                              | Viersen                        | Fabrikant                                        |                   |
| Düsseldorf       | Gladbach-Land             | Werner Breuer                                   | Neuwerk                        | Bürgermeister und Gutsbesitzer                   |                   |
| Düsseldorf       | Gladbach-Stadt            | Theodor Croon                                   | Mönchengladbach                | Fabrikbesitzer und Beigeordneter                 |                   |
| Düsseldorf       | Gladbach-Stadt            | Wilhelm Quack                                   | Mönchengladbach                | Kommerzienrat                                    |                   |
| Düsseldorf       | Kreis Grevenbroich        | Peter Busch                                     | Hochneukirch                   | Spinnereibesitzer                                |                   |
| Düsseldorf       | Kreis Grevenbroich        | Christian Effertz                               | Neuenhausen                    | Gutsbesitzer                                     |                   |
| Düsseldorf       | Kreis Kempen              | Tillmann Bönninger                              | Hüls                           | Gutsbesitzer                                     |                   |
| Düsseldorf       | Kreis Kempen              | Carl Horten                                     | Kempen                         | Rentner und Gutsbesitzer                         | bis 1888          |
| Düsseldorf       | Kreis Kempen              | Johann Dingelstad                               | Alst                           | Gutsbesitzer                                     | ab 1890           |
| Düsseldorf       | Kreis Kempen              | August Rossié                                   | Süchteln                       | Rentner                                          |                   |
| Düsseldorf       | Kreis Kleve               | Felix von Loë                                   | Hassum                         | Gutsbesitzer                                     |                   |
| Düsseldorf       | Kreis Kleve               | Rudolph von Monschaw                            | Goch                           | Rentner                                          |                   |
| Düsseldorf       | Krefeld-Land              | Johann Mathias Schmitz                          | Renneshof, Gemeinde Willich    | Gutsbesitzer                                     |                   |
| Düsseldorf       | Krefeld-Stadt             | Theodor Pelizäus                                | Krefeld                        | Rentner                                          |                   |
| Düsseldorf       | Krefeld-Stadt             | Emil de Greiff                                  | Krefeld                        | Fabrikant und Beigeordneter                      |                   |
| Düsseldorf       | Krefeld-Stadt             | Adolf von Randow                                | Krefeld                        | Bankier                                          |                   |
| Düsseldorf       | Kreis Lennep              | Eugen Kattwinkel                                | Wermelskirchen                 | Fabrikant                                        |                   |
| Düsseldorf       | Kreis Lennep              | Arnold Wilhelm Hardt                            | Lennep                         | Fabrikant                                        |                   |
| Düsseldorf       | Kreis Mettmann            | Gottfried Friedrich Conze                       | Langenberg                     | Kommerzienrat                                    |                   |
| Düsseldorf       | Kreis Mettmann            | Carl Kratz                                      | Hermgesberg                    | Gutsbesitzer                                     |                   |
| Düsseldorf       | Kreis Moers               | Gerhard Schleß                                  | Xanten                         | Bürgermeister                                    |                   |
| Düsseldorf       | Kreis Moers               | Hermann von Rath                                | Lauersfort                     | Rittergutsbesitzer                               | bis 1888          |
| Düsseldorf       | Kreis Moers               | John Haniel                                     | Moers                          | Landrat                                          | ab 1890           |
| Düsseldorf       | Kreis Mülheim an der Ruhr | Carl Lueg                                       | Oberhausen                     | Hüttendirektor                                   |                   |
| Düsseldorf       | Kreis Mülheim an der Ruhr | Johann Schönnenbeck                             | Styrum                         | Gutsbesitzer                                     |                   |
| Düsseldorf       | Kreis Mülheim an der Ruhr | Josef Zerwes                                    | Mülheim an der Ruhr            | Hüttendirektor                                   |                   |
| Düsseldorf       | Kreis Neuss               | Franz Weidenfeld                                | Birkhof bei Glehn              | Rittergutsbesitzer                               |                   |
| Düsseldorf       | Kreis Neuss               | Theodor Melchers                                | Gnadenthal bei Neuss           | Gutsbesitzer                                     |                   |
| Düsseldorf       | Kreis Rees                | Moritz Schneemann                               | Wesel                          | Gutsbesitzer                                     |                   |
| Düsseldorf       | Kreis Rees                | August Baumann                                  | Bislich                        | Gutsbesitzer                                     |                   |
| Düsseldorf       | Remscheid-Stadt           | Carl Friederichs                                | Remscheid                      | Kommerzienrat                                    |                   |
| Düsseldorf       | Kreis Ruhrort             | Freiherr Gustav von Plettenberg                 | Mehrum                         | Rittergutsbesitzer und Kammerherr                |                   |
| Düsseldorf       | Kreis Ruhrort             | Hugo Haniel                                     | Ruhrort                        | Geheimer Kommerzienrat                           |                   |
| Düsseldorf       | Kreis Solingen            | Karl Friedrich Melbeck                          | Düsseldorf                     | Landrat                                          | bis 1890          |
| Düsseldorf       | Kreis Solingen            | Theodor Kelders                                 | Ohligs                         | Bürgermeister a. D.                              | ab 1892           |
| Düsseldorf       | Kreis Solingen            | Freiherr Friedrich Daniel von Diergardt         | Morsbroich                     | Rittergutsbesitzer                               |                   |
| Düsseldorf       | Kreis Solingen            | Carl Möllenhoff                                 | Solingen                       | Landrat                                          |                   |
| Trier            | Kreis Bernkastel          | Heinrich Kunz                                   | Bernkastel                     | Bürgermeister                                    |                   |
| Trier            | Kreis Bernkastel          | Friedrich Herrmann                              | Mülheim an der Mosel           | Guts- und Gerbereibesitzer                       |                   |
| Trier            | Kreis Bitburg             | Peter Wallenborn                                | Bitburg                        | Baumschulbesitzer                                |                   |
| Trier            | Kreis Bitburg             | Johann Lichter                                  | Loskyll                        | Mühlenbesitzer                                   |                   |
| Trier            | Kreis Daun                | Graf Franz von Brühl                            | Daun                           | Landrat                                          |                   |
| Trier            | Kreis Merzig              | Eugen Boch                                      | Mettlach                       | Geheimer Kommerzienrat                           |                   |
| Trier            | Kreis Ottweiler           | Friedrich Pflug                                 | Baltrtsbacher Hof              | Gutsbesitzer                                     |                   |
| Trier            | Kreis Ottweiler           | Woldemar Tenge-Rietberg                         | Ottweiler                      | Landrat                                          | bis 1890          |
| Trier            | Kreis Ottweiler           | Freiherr Carl von Stumm-Halberg                 | Schloss Halberg                | Geheimer Kommerzienrat                           | ab 1892           |
| Trier            | Kreis Prüm                | Eduard Nels                                     | Prüm                           | Lederfabrikant und Beigeordneter                 |                   |
| Trier            | Kreis Saarbrücken         | Ludwig Heinrich Röchling                        | St. Johann                     | Gutsbesitzer und Beigeordneter                   |                   |
| Trier            | Kreis Saarbrücken         | Maximilian von Voß                              | Saarbrücken                    | Landrat                                          | bis 1890          |
| Trier            | Kreis Saarbrücken         | Carl Röchling                                   | Saarbrücken                    | Kommerzienrat und Fabrikbesitzer                 | ab 1892           |
| Trier            | Kreis Saarbrücken         | Emil Haldy                                      | St. Johann                     | Kaufmann und Rittergutsbesitzer                  |                   |
| Trier            | Kreis Saarburg            | Maximilian Keller                               | Staadt bei Saarburg            | Gutsbesitzer und Lederfabrikant                  |                   |
| Trier            | Kreis Saarlouis           | Dr. Muth                                        | St. Johann                     | Rechtsanwalt                                     |                   |
| Trier            | Kreis Saarlouis           | Alexander Schmidt von Schwind                   | Eschberg                       | Major a. D. und Gutsbesitzer                     |                   |
| Trier            | Kreis St. Wendel          | Alwin von Hagen                                 | St. Wendel                     | Landrat                                          |                   |
| Trier            | Kreis St. Wendel          | Peter Fuchs                                     | Baumholder                     | Bürgermeister                                    |                   |
| Trier            | Trier-Land                | Carl von Beulwitz                               | Trier                          | Hüttenbesitzer                                   |                   |
| Trier            | Trier-Land                | Wilhelm Rautenstrauch                           | Eitelsbach                     | Gutsbesitzer                                     |                   |
| Trier            | Trier-Stadt               | Eduard Laeis                                    | Trier                          | Fabrikbesitzer                                   |                   |
| Trier            | Kreis Wittlich            | Jacob Merrem                                    | Auf Kirchhof, Gemeinde Altrich | Gutsbesitzer                                     |                   |